# Aromobates orostoma
Aromobates orostoma är en groddjursart som först beskrevs av Juan A. Rivero 1978.  Aromobates orostoma ingår i släktet Aromobates och familjen Aromobatidae. IUCN kategoriserar arten globalt som starkt hotad. Inga underarter finns listade i Catalogue of Life.